# Кёр-сандре
Кёр-сандре́ (фр. Cœur Cendré) — французский мягкий сыр. К названию кёр-сандре добавляется название местности, где производят сыр. Все виды производятся из сырого козьего молока и имеют головку в форме сердца, покрытую натуральной плесенью.
Изготавливается кёр-сандре из сырого козьего молока (иногда из смеси козьего и коровьего молока). Размер головки сыра — примерно 8 на 9 см, высота — 3,5 см. Вес головки — 150—180 грамм. Жирность 45 %.
Производится в Аквитании, в регионе Центр в Турени (Кёр сандре де Турень — фр. Cœur de Touraine cendré) и в Берри (фр. Cœur Cendré du Berry).